# Christine Lüders

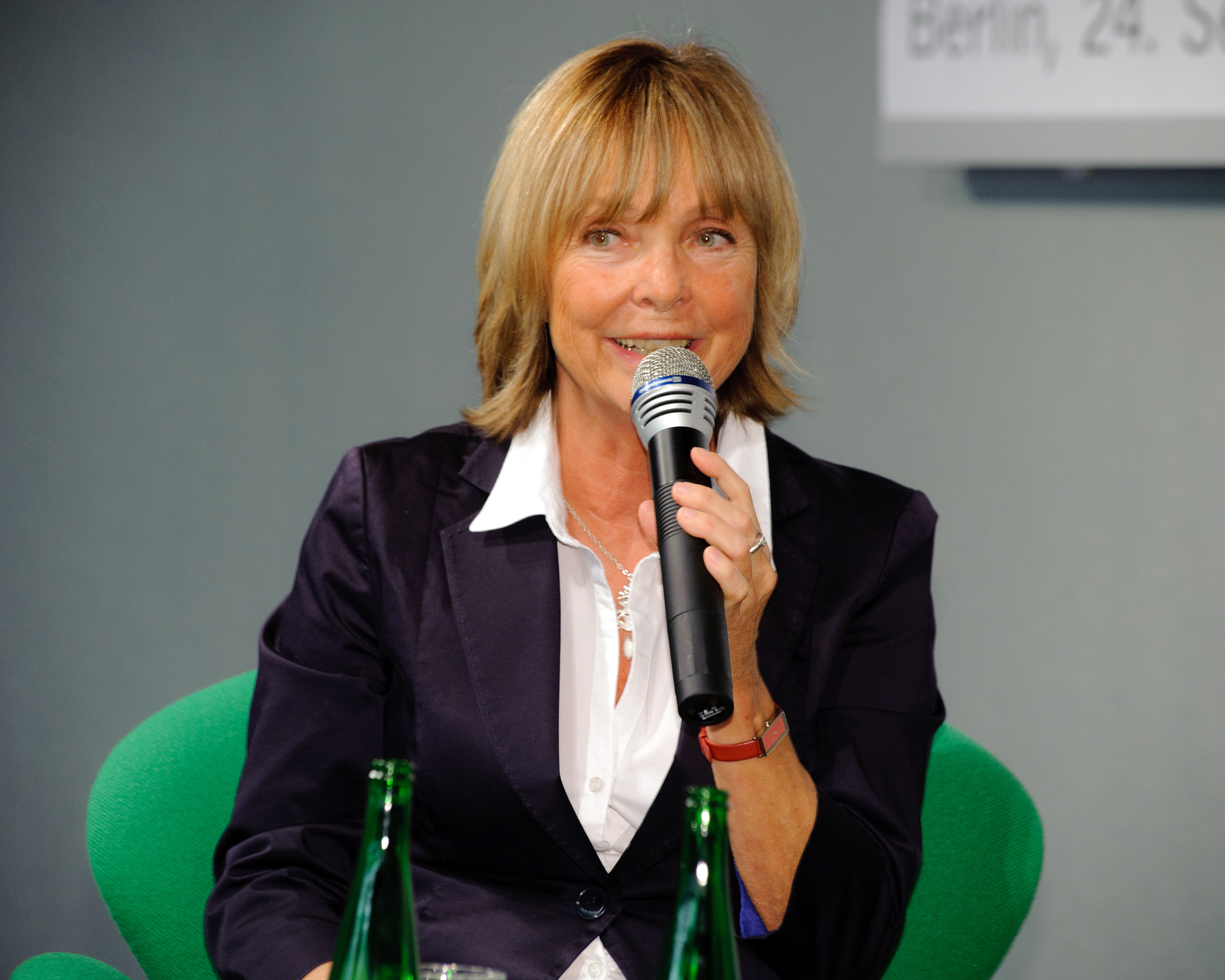
Christine Lüders (2010)

Christine Lüders (* 1953 in Hessen) ist eine deutsche Managerin und Pädagogin. Sie leitete die Bundesbehörde zum Schutz vor Diskriminierung von Personen aufgrund ethnischer Herkunft, Religion/Weltanschauung, sexueller Identität/Geschlecht, Lebensalter und Behinderung, die Antidiskriminierungsstelle des Bundes.

## Leben
Nach dem Studium der Pädagogik war Lüders 17 Jahre bei der Lufthansa tätig, zuletzt als Vorstandsreferentin. Danach lehrte sie einige Jahre an einer Frankfurter Schule. Anschließend arbeitete sie für verschiedene Ministerien in Hessen und Nordrhein-Westfalen führend in der Öffentlichkeitsarbeit. Seit 2010 war Christine Lüders die Leiterin der Antidiskriminierungsstelle des Bundes. Die Behörde wurde im Jahr 2006 nach den Anforderungen des neu eingeführten Allgemeinen Gleichbehandlungsgesetzes eingerichtet. Ihre Amtszeit endete im Mai 2018. Sie lebt in Berlin und Frankfurt am Main. Sie ist als Beraterin und Spokes-Woman tätig.

## Vortragstätigkeiten
Lüders sprach bei der Körber-Stiftung, Hamburg, den politischen Stiftungen wie u. a. der Böll-Stiftung sowie in der freien Wirtschaft.

## Medienberichte (Auswahl)
- Im Berliner Tagesspiegel erschien zu einem großen Aktionstag 2017 "Internationaler Tag gegen Homo- und Transphobie", veranstaltet am Brandenburger Tor in Berlin, ein langes Interview mit Lüders[3].

## Auszeichnungen
- 2017: Rainbow Award